# حوزه‌های انتخابیه مجلس شورای اسلامی در استان تهران

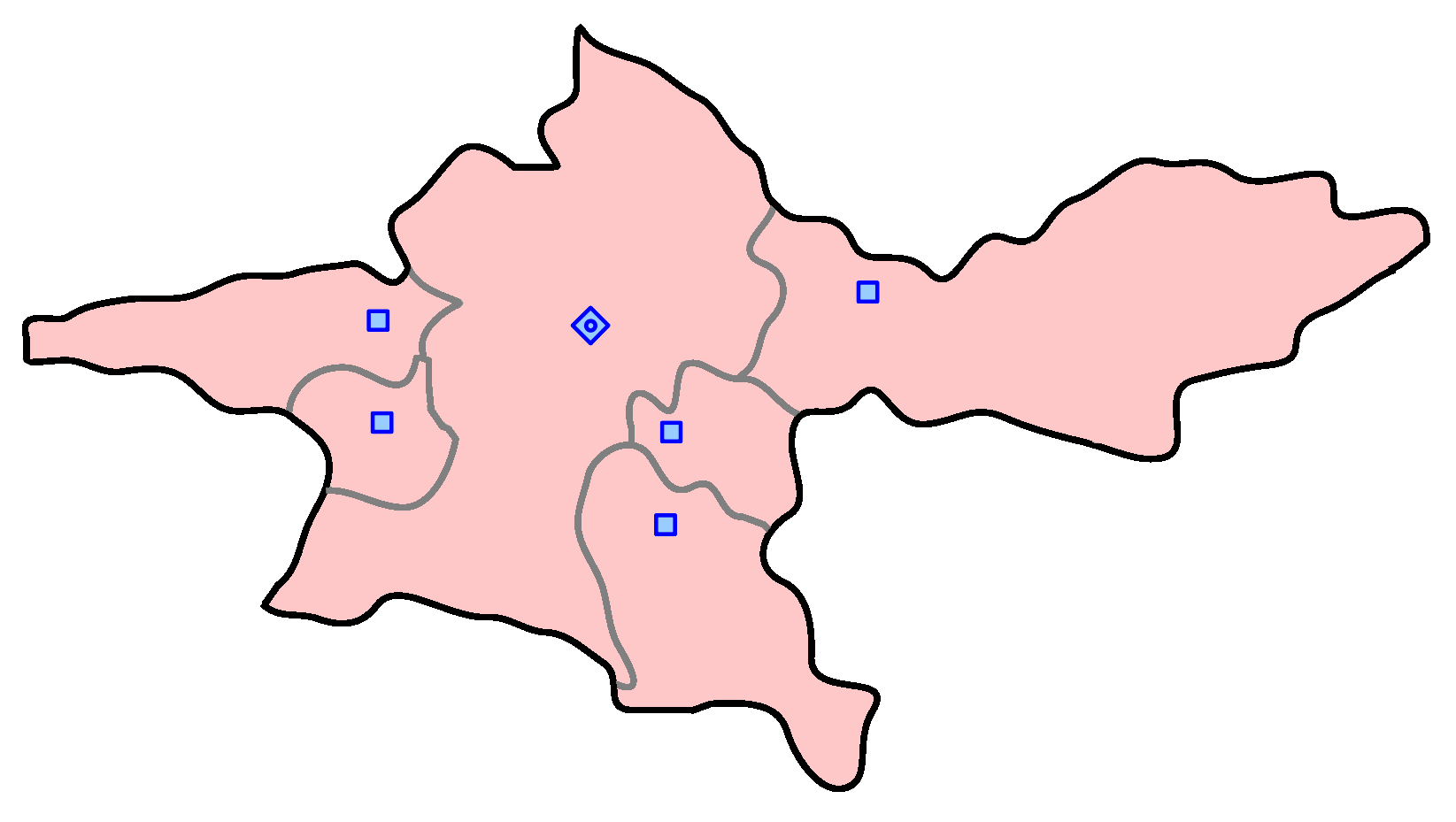
حوزه‌های انتخاباتی استان تهران

استان تهران ۶ حوزه برای انتخابات مجلس دارد که در مجموع ۳۵ نماینده را در بر می‌گیرد.
طبق مصوبهٔ ۱۳۷۸ مجلس شورای اسلامی استان البرز که آن هنگام هنوز تشکیل نشده‌بود جزو تهران بود.
| مرکز     | حوزه                                  | شهرستان‌ها | بخش‌ها                                    | کرسی | نقشه | جمعیت     |
| -------- | ------------------------------------- | --------- | ---------------------------------------- | ---- | ---- | --------- |
| تهران    | تهران، ری، شمیرانات، اسلامشهر و پردیس | تهران     | شهر تهران، مرکزی، کن، آفتاب              | ۳۰   |      | ۹٫۶۸۳٫۱۰۹ |
| تهران    | تهران، ری، شمیرانات، اسلامشهر و پردیس | شمیرانات  | شهر تجریش، لواسانات، رودبار قصران        | ۳۰   |      | ۹٫۶۸۳٫۱۰۹ |
| تهران    | تهران، ری، شمیرانات، اسلامشهر و پردیس | اسلامشهر  | شهر اسلامشهر، مرکزی، چهاردانگه           | ۳۰   |      | ۹٫۶۸۳٫۱۰۹ |
| تهران    | تهران، ری، شمیرانات، اسلامشهر و پردیس | ری        | شهر ری، مرکزی، کهریزک، فشاپویه           | ۳۰   |      | ۹٫۶۸۳٫۱۰۹ |
| پاکدشت   | پاکدشت                                | پاکدشت    | شهر پاکدشت، مرکزی، شریف‌آباد              | ۱    |      | ۳۵۰٫۹۶۶   |
| دماوند   | دماوند و فیروزکوه                     | دماوند    | شهر دماوند، مرکزی، رودهن                 | ۱    |      | ۴۲۸٫۱۲۸   |
| دماوند   | دماوند و فیروزکوه                     | فیروزکوه  | شهر فیروزکوه، مرکزی، ارجمند              | ۱    |      | ۴۲۸٫۱۲۸   |
| رباط‌کریم | رباط‌کریم و بهارستان                   | رباط‌کریم  | شهر رباط‌کریم، مرکزی، بخش گلستان، بوستان  | ۱    |      | ۸۲۷٫۸۴۵   |
| شهریار   | شهریار، قدس و ملارد                   | شهریار    | شهر شهریار، مرکزی، قدس، ملارد            | ۱    |      | ۱٫۴۳۸٫۱۳۸ |
| ورامین   | ورامین، پیشوا و قرچک                  | ورامین    | شهر ورامین، مرکزی، پیشوا، جوادآباد، قرچک | ۱    |      | ۶۳۹٫۴۸۱   |

## پی‌نوشت و منبع
- «جدول حوزه‌های انتخابیه در انتخابات نهمین دورهٔ مجلس شورای اسلامی» (PDF). مرکز پژوهش و سنجش افکار صدا و سیما. بایگانی‌شده از اصلی (PDF) در ۵ اكتبر ۲۰۱۸. دریافت‌شده در ۲۳ ژوئیه ۲۰۱۵. تاریخ وارد شده در |archive-date= را بررسی کنید (کمک)
- «طرح اصلاح قانون تعیین محدودهٔ حوزه‌های انتخاباتی مجلس شورای اسلامی». مرکز پژوهش‌های مجلس شورای اسلامی. ۲۰ تیر ۱۳۹۱. بایگانی‌شده از اصلی در ۲۲ ژوئیه ۲۰۱۵. دریافت‌شده در ۲۳ ژوئیه ۲۰۱۵.